# Národní transplantační zákon z roku 1984
Národní transplantační zákon, schválený 19. října 1984 a novelizován v letech 1988 a 1990, zakazuje prodej lidských orgánů a stanovuje zřízení pracovní skupiny pro transplantaci orgánů. Zákon umožňuje americkému ministerstvu zdravotnictví (Department of Health and Human Services) udělovat granty na plánování, zakládání a provoz  organizací obchodujících s orgány (Organ Procurement Organizations - OPO). Tímto zákonem také vznikla Organ Procurement and Transplantation Network a Scientific Registry of Transplant Recipients. Podpořili ho např. demokratický reprezentant Al Gore a senátor Orrin Hatch.